# Svračica
Svračica is een plaats in de gemeente Glina in de Kroatische provincie Sisak-Moslavina. De plaats telt 89 inwoners (2001).